# Алі Риза-паша
Алі Риза-паша (тур. Ali Rıza-paşa, 1860—1932) — один з останніх великих візирів Османської імперії.

## Життєпис
У 1886 закінчив Османській військовий коледж, обіймав різні військові й адміністративні посади.
У 1903 призначений губернатором в Бітолі. Оскільки під час його перебування на посаді у місті був убитий російський консул, то під тиском Росії Алі Риза був вигнаний до Лівії.
У 1905 отримав призначення в Ємен, де придушив повстання.
У 1908, після початку Епохи другої Конституції, став військовим міністром, але був відсторонений через заперечення партії «Єднання і прогрес».
У 1909 знову став військовим міністром, але був відправлений у відставку через інцидент 31 березня. Під час Балканських воєн призначений головнокомандувачем європейськими арміями Османської імперії, але бойові дії скінчилися перш ніж він приступив до своїх обов'язків.
Позаяк Алі Риза не був у пошані у партії «Єднання і прогрес», то під час однопартійного режиму часів Першої світової війни він не зробив особливої політичної кар'єри. 2 жовтня 1919 призначений великим візиром, і займав цю посаду протягом п`яти місяців.